# Carmen Boquín
Carmen Boquín (Tegucigalpa, Honduras. 15 de septiembre de 1986) es una periodista y presentadora de televisión hondureña. Ha trabajado para la cadena internacional beIN Sports.

## Biografía y carrera
Carmen Boquín nació el 15 de septiembre de 1986 en la capital de Honduras, Tegucigalpa, siendo la mayor de tres hermanos.
Realizó sus estudios universitarios en la Universidad Tecnológica Centroamericana (Unitec) en Licenciatura en Comunicación y Publicidad.
Empezó a trabajar en Televicentro en 2005, siendo presentadora del programa Espectáculos TVC. También participó en programas como "Mega Muzik", "Cita con el Espectáculo" y "Sábados Juveniles". En posteriormente en 2010 volvió a la radio en VoxFM con "El Top 40 de Vox" y "La Brújula". Además comenzó a trabajar con Diario Diez, en la sección Con Sello Femenino, en donde entrevistaba a futbolistas sobre sus vidas más allá de las canchas. Este fue un gran paso para Boquín, pues siempre aspiró a ser periodista deportiva. También cubrió una Eurocopa de 2012  para Deportes TVC. En el verano de 2012, firmó con la cadena beIN Sports.
En 2012 se mudó a Miami para formar parte de beIN Sports, al frente del programa The Express. En verano de 2017 se incorporó a TheXTRA.
También trabaja como locutora en RadioHouse.
En septiembre de 2017 comunicó que tenía una relación estable. El 5 de marzo de 2018 mostró a través de sus redes sociales que se había comprometido con su pareja. El 21 de junio de 2018 se casó con el empresario argentino Vicente Fiumara en una fiesta privada en Miami.

## Distinciones
En 2006 recibió el premio de Imagen Televisiva en los Premios Extra. Y en 2013 recibió el premio a Locutora en los mismos premios.
Fue nombrado embajadora de Marca Honduras en 2016, razón por la que fue atacada por el público.
En 2018 fue colocada en el puesto 7 del top de mejores narradores latinos en Estados Unidos por As USA.